# Nomada fuscicornis
Nomada fuscicornis ist eine Biene aus der Familie der Apidae. Die Art sieht Nomada linsenmaieri ähnlich.

## Merkmale
Die Bienen haben eine Körperlänge von 5 bis 7 Millimeter. Der Kopf und Thorax der Weibchen ist schwarz und hat eine wenig ausgeprägte rote Zeichnung. Die Tergite sind basal schwarz, sonst rot. Das Labrum ist lang, schwarz und hat einen mit Zähnchen versehenen Quergrat. Das dritte Fühlerglied ist länger als das vierte. Das schwach gehöckerte Schildchen (Scutellum) ist schwarz. Es hat wie das Mesonotum glatte Zwischenräume zwischen den punktförmigen Strukturen. Die Schienen (Tibien) der Hinterbeine sind am Ende stumpf und tragen einen Streifen sehr kleiner, schwarzer Dornen. Dem Fersenglied (Metatarsus) an den Hinterbeinen fehlt der Längseindruck. Die Männchen sehen den Weibchen ähnlich, ihr Kopf und Thorax ist jedoch schwarz und hat nur eine schwach ausgeprägte gelbe Zeichnung. Das vierte Fühlerglied ist breiter als lang.

## Vorkommen und Lebensweise
Die Art ist in Mittel- und Nordeuropa verbreitet. Die Tiere fliegen von Anfang April bis Ende September. Sie parasitieren Panurgus calcaratus.

## Belege
Felix Amiet, M. Herrmann, A. Müller, R. Neumeyer: Fauna Helvetica 20: Apidae 5. Centre Suisse de Cartographie de la Faune, 2007, ISBN 978-2-88414-032-4.